# جوی جوردیسون
ناتان جوناس «جوی» جوردیسِن (به انگلیسی: Nathan Jonas "Joey" Jordison) (۲۶ آوریل ۱۹۷۵ – ۲۶ ژوئیهٔ ۲۰۲۱) موسیقیدان، ترانه‌سرا و تهیه‌کننده موسیقی آمریکایی بود.
بهترین راه برای آغاز فعالیت حرفه‌ای خود را در گروه اسلیپ نات یافت و در این گروه به عنوان درامر فعالیت کرد. او به همراه پدر و مادر و دو خواهرش، در Waukee آیووا بزرگ شد و Drum Kit را از سن ۸ سالگی آغاز کرد. او با باندهای مختلفی همکاری داشت تا سرانجام در تابستان ۱۹۹۵ به گروه The Pale Ones می‌پیوندد که چندی بعد این گروه به Slipknot تغییر نام می‌دهد. از اسلیپ نات ۹ نفره، وی سومین فردی بود که به گروه پیوست اما اغلب او در گروه با شمارهٔ ۱ (از ۰ تا ۸) می‌شناختند.
با اسلیپ نات، وی در تولید چهار آلبوم استودیویی و یک آلبوم زنده با نام ۹٫۰:Live نقش داشت. او همچنین گیتاریست یک گروه Horror Punk به اسم Murderdolls نیز بود. خارج از پروژه‌های جوردیسون، وی با دیگر گروه‌های هوی متال از قبیل راب زامبی، متالیکا، کورن، اتپ و… نیز همکاری داشت. وی با این پروژه‌ها و اجرا در برخی از آلبوم‌ها برای بسیاری از هنرمندان شناخته می‌شد.
جوردیسن در کارهای درام خود از مارک‌های برندهایی نظیر Pearl و DDrum استفاده می‌کرد.

## مرگ
در 26 ژوئیه 2021 ، جوردیسون در سن 46 سالگی در خواب درگذشت. علت مرگ وی بیماری Transverse myeltis (ورم نخاعی) است‌.

## آثار و همکاری ها

### با modifidious
- Drown (سال ۱۹۹۳)
- Submitting to Detriment (سال ۱۹۹۳)
- Visceral (سال ۱۹۹۳)
- Mud Fuchia (سال ۱۹۹۴)
- Sprawl (سال ۱۹۹۴)

### با The Have Notes
- Forgetting Yesterday and Beating You with Kindness (سال ۱۹۹۶)

### با slipknot (اسلیپ نات)
- Mate. Feed. Kill. Repeat (دمو-سال ۱۹۹۶)
- slipknot demo (سال ۱۹۹۸)
- Slipknot (سال ۱۹۹۹)
- Welcome to Our neighborhood(ویدیو-سال ۱۹۹۹)
- Iowa (سال ۲۰۰۱)
- Disasterpieces (ویدیو-سال ۲۰۰۲)
- Vol. 3:(The Subniminal Verses) (سال ۲۰۰۴)
- 9.0 Live (آلبوم زنده-سال ۲۰۰۵)
- Voliminal: Inside the Nine (ویدیو-سال ۲۰۰۶)
- All Hope is Gone (سال ۲۰۰۸)
- (sic)nesses (ویدیو-سال ۲۰۱۰)
- Antennas to Hell (آلبوم گردآوری شده-سال ۲۰۱۲)
- Live at MSG (منتشر شده پس از مرگ وی-سال ۲۰۲۳)

### باMurderdolls
- Right to Remain Violent (سال ۲۰۰۲)
- Beyond the Valley of the Murderdolls (سال ۲۰۰۲)
- Women and Children Last(سال ۲۰۱۰)

### باRoadrunner United
- The All-Star Sessions (سال ۲۰۰۵)
- The Concert (سال ۲۰۰۸)

### با The rejects
- Love Songs for People Who hate (سال ۲۰۱۲)
- Strung Out, Pissedv Off and Ready to Die (سال ۲۰۱۴)

### با Scar the Martyr
- Revolver (سال ۲۰۱۳)
- Metal Hammer (سال ۲۰۱۳)
- Scar the martyr (سال ۲۰۱۳)

### باSinsaenum
- Sinsaenum (سال ۲۰۱۶)
- A Taste of Sin (سال ۲۰۱۶)
- Echoes of the Tortured (سال ۲۰۱۶)
- Ashes (سال ۲۰۱۷)
- Repulsion for Humanity (سال ۲۰۱۸)

## «Open Your Omen» اولین آلبوم گروه جویی جوردیسون
به مناسبت پنجاهمین سالگرد تولد «جویی جوردیسون» در روز شنبه ۲۶ آوریل ٢٠٢۵، خانواده‌ وی خبر از یک کمپین جمع‌آوری کمک مالی دادند که آن اولین آلبوم گروه VMIC (بند جویی جوردیسون بعد از جدایی از اسلیپ‌نات)  منتشر خواهد شد. این گروه پس از شروع فعالیت‌های خود، چندین تک‌آهنگ منتشر کردند و قصد داشتند اولین آلبوم گروه را با نام Open Your Omen  (طالعت را بگشا) را در سال ۲۰۱۹ منتشر کند، اما برنامه‌ها زمانی متوقف شد که تهیه‌کنندۀ آلبوم، کاتو خان‌دولا، در سال ۲۰۱۸ در یک حادثه موتورسیکلت جانش را از دست داد !!
حال، آلبوم قرار است سرانجام در سپتامبر ۲۰۲۵ منتشر شود، در تاریخ ۲۸ آوریل ٢٠٢۵ کمپینی در سایت «کیک‌استارتر» برای جمع‌آوری بودجه برای انتشار آلبوم راه‌اندازی شده است.
در بیانیه‌ای که از طرف خانواده جویی جوردیسون منتشر شده، آمده است: «پس از سال‌ها تلاش برای تأمین حقوق موسیقی، خانواده‌مان قرار است آلبوم بسیار مورد انتظار گروه VMIC یعنی Open Your Omen را به طور مستقل منتشر کند تا این آلبوم به دست طرفدارانی برسد که سال‌ها در انتظارش بوده‌اند».
در ادامۀ این بیانیه آمده است: «جویی هیچ‌گاه کارهای کوچک انجام نمی‌داد. ما می‌خواهیم این آلبوم را به همان شکلی که او می‌خواست منتشر کنیم؛ با طراحی‌هایی که او به طور فعال در ایجاد آنها برای سی‌دی، دو LP، و مرچندایز مشارکت داشت و با حمایت طرفدارانش، تا بتوانیم بزرگ‌ترین تأثیر را در زمان انتشار ایجاد کنیم».
برای جمع‌آوری بودجه، خانوادۀ جوردیسون «اقلام شخصی» که قبلاً متعلق به او بوده‌اند، اضافه کرده‌اند تا هزینه‌های تولید و توزیع فیزیکی آلبوم، بازاریابی و همچنین برگزاری «شبی به یاد ماندنی» برای تجلیل از میراث جویی و دوباره به هم پیوستن گروه VIMIC را تأمین کنند. این شب شامل اجرای درامرهای مشهور بر روی کیت درام جویی، مهمانان ویژه و داستان‌هایی است که تاکنون نشنیده‌اید.
در پایان، بیانیه به این شکل خاتمه می‌یابد: «به ما بپیوندید و این خبر را منتشر کنید. «Open Your Omen».

## جوایز و شناخت

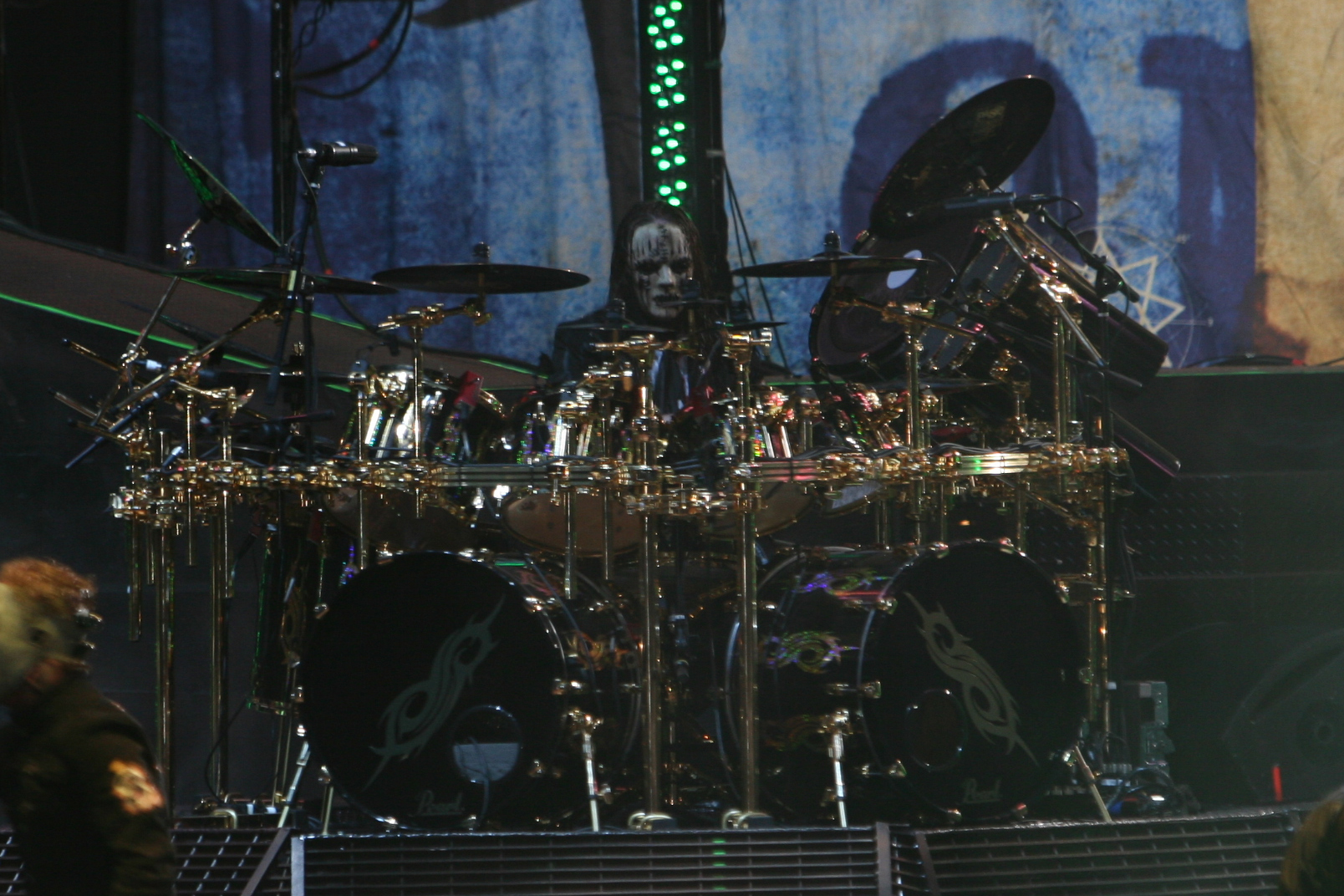
جوری جوردیسون در فستیوال

در آگوست سال ۲۰۱۰، جوردیسون به عنوان بهترین درامر ۲۵ سال گذشته توسط خوانندگان مجله ریتم انتخاب شد، پیش از طبل‌هایی چون مایک پورتنو، نیل پرت، فیل کالینز و دیو گرول. وقتی از وی خواسته شد که اظهارنظر کند، او اظهار داشت:
«من کلمات را از دست می‌دهم. این امر غیرقابل باور است. چیزی شبیه به این روز به من یادآوری می‌کند که چرا من این کار را ادامه می‌دهم.»
جوردیسون با رای‌گیری، در حدود ۶۵۰۰ درامر در سرتاسر جهان، برنده جایزه دراممیس برای بهترین درامر سبک متال در سال ۲۰۱۰ شد.
در سپتامبر ۲۰۱۳ جوردیسون توسط خوانندگان لودوایر به بزرگترین درامر سبک متال جهان معرفی شد.
در سال ۲۰۱۶ جوردیسون با جوایز The Golden God در جوایز Gods Metal Metal Hammer جایزه گرفت.